# Скоповка (Ивано-Франковская область)
Скопо́вка (укр. Скопівка) — село в Отынийской поселковой общине Коломыйского района Ивано-Франковской области Украины.
Население по переписи 2001 года составляло 447 человек. Занимает площадь 9,08 км². Почтовый индекс — 78235. Телефонный код — 03433.